# Paul Larsson Palm
Paulus (Paul) Larsson Palm, född 16 augusti 1876 i Stockholm, död 24 mars 1899 i Stockholm, var en svensk grafiker och tecknare.
Han var son till snickaren Per Larsson och Sofia Palm. Han studerade vid Konstakademien i Stockholm 1893-1898 och deltog i Axel Tallbergs etsningskurs 1895-1896. Hans produktion är inte så omfattande och bland hans mest kända verk märks Gotlandskust, storm och Visby ringmur. Utöver målningar och etsningar utförde han teckningar i kol. Palm är representerad vid Moderna museet med fem etsningar.
Palm gick bort i Pulmonarum Tuberculosis.